# Basse-Rentgen
Basse-Rentgen (Duits: Nieder-Rentgen, Luxemburgs: Nidder-Rentgen) is een gemeente in het Franse departement Moselle in de regio Grand Est. De gemeente telde 525 inwoners op 1 januari 2022.

## Geschiedenis
Basse-Rentgen maakte voor 2015 deel uit van het arrondissement Thionville-Est en kanton Cattenom. Op 1 januari van dat jaar fuseerden de arrondissementen van Thionville tot het arrondissement Thionville. Toen het kanton op 22 maart 2015 werd opgeheven werden de gemeenten opgenomen in het kanton Yutz.

## Geografie
De oppervlakte van Basse-Rentgen bedraagt 10,46 vierkante kilometer; Op 1 januari 2022 was de bevolkingsdichtheid 50,2 inwoners per km².
De onderstaande kaart toont de ligging van Basse-Rentgen met de belangrijkste infrastructuur en aangrenzende gemeenten.

## Demografie
Onderstaande figuur toont het verloop van het inwonertal.